# Barbronia weberi
Barbronia weberi — вид п'явок роду Linta родини Salifidae підряду Erpobdelliformes ряду Безхоботні п'явки (Arhynchobdellida).

## Опис
Загальна довжина становить 4,5 см. Зовнішністю схожа на Barbronia gwalagwalensis. В глотці розташовано 3 пари голчастих стилетів (утворень), за допомогою яких захоплюється здобич. Тіло складається з 5-кільцевих сомітів, на кінці звужується. Головна присоска помірно велика. Верхня поверхня тіла вкрита жорсткими маленькими сосочками. Присутні 2 додаткові доволі великі гонотопні пори. Особливістю цього вида є 3 постанальних кільця, відсутність сім'явипорскувальних пор.

## Спосіб життя
Зустрічається у невеличких струмках та річках з помірною течією, а також в ставках, біогенно збагачених озерах. Добре пристосовується до різних умов, чим обумовлено його поступово поширення поза меж природного проживання. Є хижаком, полює на дрібних водних безхребетних, яких заковтує цілком.
Відкладаають кокони, які є зморшкуваті, широкі по середині й трохи сплощені на кінцях з численними коричневими цятками. Кокони з яйцями прикріплює до рослинного субстрату. Маленькі п'явчата доволі швидко розвиваються.

## Розповсюдження
Є найбільш поширеним видом зі свого роду, схильний до інвазії (ще одна відмінність Barbronia weberi). Природний ареал охоплює територію від Афганістану до індонезійських островів Ява і Калімантан. Присутня також у південному Китаї.
Шляхом торгівлі акваріумними тваринами і рибами вона потрапила до Австралії, Нової Зеландії, південно-східних штатів США, Бразилії, північної Італії, центральної Іспанії, Великої Британії, Нідерландів, Австрії та ФРН.